# Сологуб, Юзеф Антоний
Юзеф Антоний Сологуб (пол. Józef Antoni Sołłohub, 26 июля 1709 — 4 мая 1781) — государственный деятель Великого княжества Литовского, каштелян жемайтский (1742—1748) и витебский (1748—1752), воевода витебский (1752—1781), маршалок Литовского Трибунала (1751), староста санницкий.

## Биография
Представитель литовского шляхетского рода Сологубов герба «Правдзиц». Старший сын воеводы берестейского Яна Михала Сологуба (ок. 1697—1748) и Елены Шамовской (перед 1685—1727).
В конце 1720-х годов Юзеф Антоний Сологуб находился в заграничном путешествии. В 1733 году во время бескоролевья поддерживал кандидатуру Станислава Лещинского на королевский престол Речи Посполитой. Вместе с Лещинским находился в Гданьске, который в 1734 году осаждала русская армия под командованием генерал-поручика Петра Ласси. Летом 1734 года после капитуляции Гданьска признал власть нового польского короля Августа III Веттина, затем бежал в Кёнигсберг, где воссоединился со Станиславом Лещинским. Только в 1736 году окончательно признал власть Августа III.
В 1737 году был избран от Жемайтии депутатом Трибунала Великого княжества Литовского, затем его избрали маршалком Духовного трибунала ВКЛ. Избирался послом на сеймы в 1736, 1738 и 1740 годах. В 1750 году получил под своё командование пятигорскую хоругвь и стал кавалером Ордена Белого Орла. В 1751 году стал витебским депутатом и руководителем Трибунала ВКЛ. В это время сблизился с магнатским кланом Чарторыйских, при поддержке которых 7 октября 1751 года был назначен воеводой витебским.
В 1758 году вопреки позиции Чарторыйских Юзеф Антоний Сологуб поддержал избрание герцогом Курляндии и Семигалии королевича Карла Саксонского, третьего сына польского короля Августа III. Из-за этого сблизился с Радзивиллами. В 1759-1760 годах помогал Бригите Петронелле, вдове своего младшего брата Антония Юзефа, в деле защиты Озерищенского староства от претензий гетмана великого коронного Яна Клеменса Браницкого. В 1763-1764 годах во время бескоролевья Юзеф Антоний Сологуб сразу же перешел на сторону Чарторыйских. В 1764 году вошел в состав генеральной конфедерации Великого княжества Литовского и поддержал кандидатуру Станислава Августа Понятовского на польский королевский престол.
В 1767 году Юзеф Антоний Сологуб вошел в состав Радомской конфедерации. В том же 1767 году вошел в состав сеймовой комиссии, которая под давлением российского посла, князя Николая Васильевича Репнина, вынуждена была подтвердить прежнее государственное устройство Речи Посполитой.
В 1772 году после Первого раздела Речи Посполитой Юзеф Антоний Сологуб отказался принести присягу российской императрице Екатерине II со своих владений, которые были включены в состав Российской империи. Несмотря на это, за особые заслуги российская императрица сохранила за Юзефом Сологубом его имения. В 1776 году был избран в казенный департамент Постоянного Совета, затем не проявлял активности в политической жизни Речи Посполитой.

## Семья
Был женат на княжне Антонине Терезе Огинской (1720—1773), дочери воеводы трокского и виленского, князя Казимира Доминика Огинского (ум. 1733), и Элеоноры Войны (ум. 1738). Брак был бездетным.